# Pipturus angustifolius
Pipturus angustifolius är en nässelväxtart som beskrevs av Elmer Drew Merrill. Pipturus angustifolius ingår i släktet Pipturus och familjen nässelväxter. Inga underarter finns listade i Catalogue of Life.